# かわさき健
かわさき 健（かわさき けん、1967年 - ）は、日本の漫画原作者。父は漫画家の川崎のぼる。東京都生まれ。熊本県菊池郡菊陽町在住。
ゴルフを題材とした作品が多い。

## 来歴・人物
プロゴルファー志望だったが断念し、父の下で漫画原作者としての指導を受けた。
連載漫画であるにもかかわらず先のストーリーを決めずに執筆するスタイルを持ち、これは父の「その週のその1話が勝負」という教えに基づくという。

## 作品

### ゴルフ漫画
- 『オーイ! とんぼ』（作画：古沢優）
- 『Ring!りん!』（作画：古沢優）
- 『カラッと日曜』（作画：古沢優）
- 『花（？）の高校女子ゴルフ部』（作画：金井たつお）
- 『漫画レッスン宮里道場』（脚本担当、作画：本島幸久、指導：宮里優、企画協力・宮里道場[5]）
- 『茜ゴルフ倶楽部・男子研修生寮 雑木荘』（作画：滝井寿紀）
- 『ウド』（作画：渡辺敏）
- 『白百合ゴルフ練習場 【ゴルフの理想と現実編】』（作画：里見桂）
- 『ほっこりゴルフ屋さん』（作画：ありま猛）
- 『かさねの道（タオ）』（作画：今谷鉄柱）

### その他
- 『憑鬼の剣 ～ローマ編～』（作画：井上紀良）
- 『シェラネバダのBIG FOOT』（作画：井上紀良） - 短期集中連載。
- 『学園暴拳記凡破!』（作画：張慶二郎）
- 『歯かけの恋』（作画：小幡文生）
- 『私の甲子園』（作画：鎌田洋次）
- 『牙のインハイ』（作画：内山まもる）
- 『キャバ嬢ナガレ』（作画：郷力也）
- 『颶風』（作画：宮田淳一）
- 『まるっちょ』（作画：人見恵史）
- 『クルマにくるまって』（作画：谷中乱歩）
- 『う〜まんぼ!』（「KEN」名義、作画：川崎のぼる）